# Kroontapuittiran
De kroontapuittiran (Silvicultrix frontalis; synoniem: Ochthoeca frontalis) is een zangvogel uit de familie Tyrannidae (tirannen).

## Verspreiding en leefgebied
Deze soort komt voor van Colombia tot het noorden van Peru en telt twee ondersoorten:
- S. f. albidiadema: oostelijk Colombia.
- S. f. frontalis: van centraal Colombia tot noordelijk Peru.

## Status
De kroontapuittiran en de zuidelijke kroontapuittiran (S. spodionota) worden op de lijst van het IUCN beschouwd als dezelfde soort. De grootte van deze gezamenlijke populatie is niet gekwantificeerd. Op de Rode lijst van de IUCN heeft deze soort de status niet bedreigd.